# Amalricanos

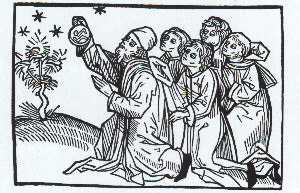
Foto de alguns Amalrico de Bena.

Os discípulos de Amalrico de Bena foram designados como amalricanos. Eram defensores de uma concepção teológica panteísta. O movimento foi considerado herético e fortemente reprimido a partir de 1210.

## Desenvolvimento
Dentre os que propagaram as ideias de Amalrico, destacavam-se clérigos residentes em Paris, como por exemplo: David de Dinant e Ortlieb de Estrasburgo, que, sem dúvida, também haviam estudado as teorias milenaristas de Joaquim de Fiore.
No início do século XIII, em Paris, pelo menos catorze pregadores amalricanos espalharam a noção de que "Deus e o Universo são um, que Deus é tudo e que tudo é Deus". Também defendiam a tese de que "após a Era do Deus Pai (a Era dos Patriarcas) e a Era do Filho (Cristianismo) viria uma nova era, a do Espírito Santo ...".
Nessa era, o Espírito Santo deveria "encarnar em todo ser humano, a quem ele pessoalmente mostraria o caminho a seguir para alcançar a santidade ...". Consequentemente, os "  Sacramentos da Igreja, assim como leis religiosas ou humanas poderiam ser rejeitadas porque passariam a ser inúteis ... ".
Desse modo, os adeptos dessas teses abandonaram os mandamentos da Igreja e as regras da moral social estabelecida. Além disso, pensavam ser aqueles nos quais o Espírito Santo já havia se estabelecido (os Iluminados) e, portanto, poderiam desfrutar de uma felicidade suprema na terra.
Defendiam o abandono das virtudes cardeais, que "mantiveram a alma na escuridão da ignorância" e buscavam a "luz do conhecimento positivo". Para os amalricanos, "a gnose era, portanto, o equivalente ao Paraíso, e a ignorância, o equivalente ao Inferno ...".
Foram capazes de espalhar suas crenças por alguns anos sem serem incomodados pelas autoridades religiosas.

## Repressão
Em 1210, o Bispo de Paris, Pedro de Corbeil, e o Cavaleiro Guérin, conselheiro do Rei Filipe II, souberam, através de um espião, da existência dos amalricanos.
As autoridades consideraram que tais crenças eram perigosas para a ordem social, e portanto era necessários suprimi-las, como ocorreu com as crenças adotadas pelos adeptos do catarismo e do bogomilismo).
Muitos pregadores e seguidores foram presos e interrogados. Os que eram apenas seguidores, foram perdoados.
Dentre os principais pregadores, identificados pelo espião, dez foram executados na fogueira, enquanto que os outros quatro, que se retrataram, ficaram presos pelo resto da vida. A execução ocorreu em 20 de novembro de 1210, no Quartier des Halles, na época, ficava fora dos muros da cidade.
Amalrico, o mentor do grupo, que havia morrido em 1206, também foi condenado, de modo que seus restos mortais foram desenterrados e jogados em terras não consagradas.
Foi emitida uma ordem para a destruição de todos os escritos dos almaricanos, razão pela qual nenhum deles foi recuperado. Nesse contexto, as informações que se tem sobre essa heresia são as elaboradas por seus perseguidores, nas quais as teses dos "hereges" podem ter sido reproduzidas de forma distorcida.
As principais fontes são um panfleto anônimo, de 1210, intitulado "Contra os Amalricanos" e o Fragmento de Vicoigne, um texto que foi escrito logo após a condenação de 1210, que contém uma lista de doutrinas amalricanas.
O autor do panfleto "Contra os Amalricanos" foi, muito provavelmente, Garnier de Rochefort, abade do mosteiro cisterciense de Claraval.
O Fragmento de Vicoigne não é, como se acreditou em pesquisas anteriores, um fragmento dos arquivos oficiais do Sínodo que condenou os hereges, mas um registro particular que pode refletir pontos de indiciamento.
Outras fontes são escritos de cronistas medievais.
Outra consequência foi a de que, em 1215, os escritos de Aristóteles, cuja filosofia natural, teria servido de base para os escritos de Amalrico, foram objeto de uma proibição total.
Em 1215, durante o Quarto Concílio de Latrão, o Papa Inocêncio III (1198-1216), condenou novamente as doutrinas almaricanas.
Em 1225, o Papa Honório III (1216-1227) condenou "De Divisione Naturæ", escrita, por volta de 850, por João Escoto Erígena, pois poderia ter contribuído para as concepções de Amalrico, no que diz respeito à crença na Apocatástase.
Posteriormente, algumas ideias dos amalricanos foram corrigidas e ressurgiriam no movimento dos Irmãos do Espírito Livre.

## Avaliações positivas
Teólogos ateus e marxistas fizeram avaliações positivas do movimento, tais como:
- Ernst Bloch: em 1937, descreveu Amalrilco como um "grande materialista panteísta" que "deveria ter visto apenas mentiras na lei e nos sacramentos"[2];
- Hermann Ley, em 1971, declarou que os ensinamentos tradicionais de Amalrico "assumem o primado da realidade material" e escreveu que os seus princípios haviam iniciado um levante mental e social, cuja linha de pensamento seria simples e óbvia, tratava-se de um "panteísmo preciso, sem enfraquecer e se desviar", Amalrico era uma mente inteligente que fez um "apelo à iluminação para o legítimo portador do próximo processo de desenvolvimento real" e havia sido realista porque apostara nos "futuros mestres da história"[3];

Outros teólogos complementam:
- Thomas Ricklin viu a heresia revelada em 1210 como uma interpretação do mundo intelectualmente sólida[4] ;
- Gary Dickson entendeu que era um exagero chamar os amalricanos de semi-instruídos, dado que uma minoria principal dos amalricanos em comparação com a média do clero eram estudiosos bem instruídos[5], situação que iria mudar quando os frades estabeleceram comunidades religiosas nas universidades, o que causou uma melhoria na educação do clero em geral.